# Elemér Kocsis
Elemér Kocsis (26 de febrer de 1910 - 6 d'octubre de 1981) fou un futbolista romanès de la dècada de 1930.
Fou internacional amb Romania i disputà el Mundial de 1930. Destacà com a jugador de CS Salonta, CA Oradea i FC Ploieşti.